# Hoover-Stimson-Doktrin
Bei der Hoover-Stimson-Doktrin oder auch Stimson-Doktrin handelt es sich um die offizielle außenpolitische Erklärung der Vereinigten Staaten aus Anlass der japanischen Okkupation der Mandschurei in Nordostchina, die am 7. Januar 1932 gegenüber beiden Staaten ausgesprochen wurde. Sie wurde später als Nichtanerkennungsprinzip gewaltsamer Annexionen ins Völkerrecht übernommen.

## Doktrin und Völkerrecht

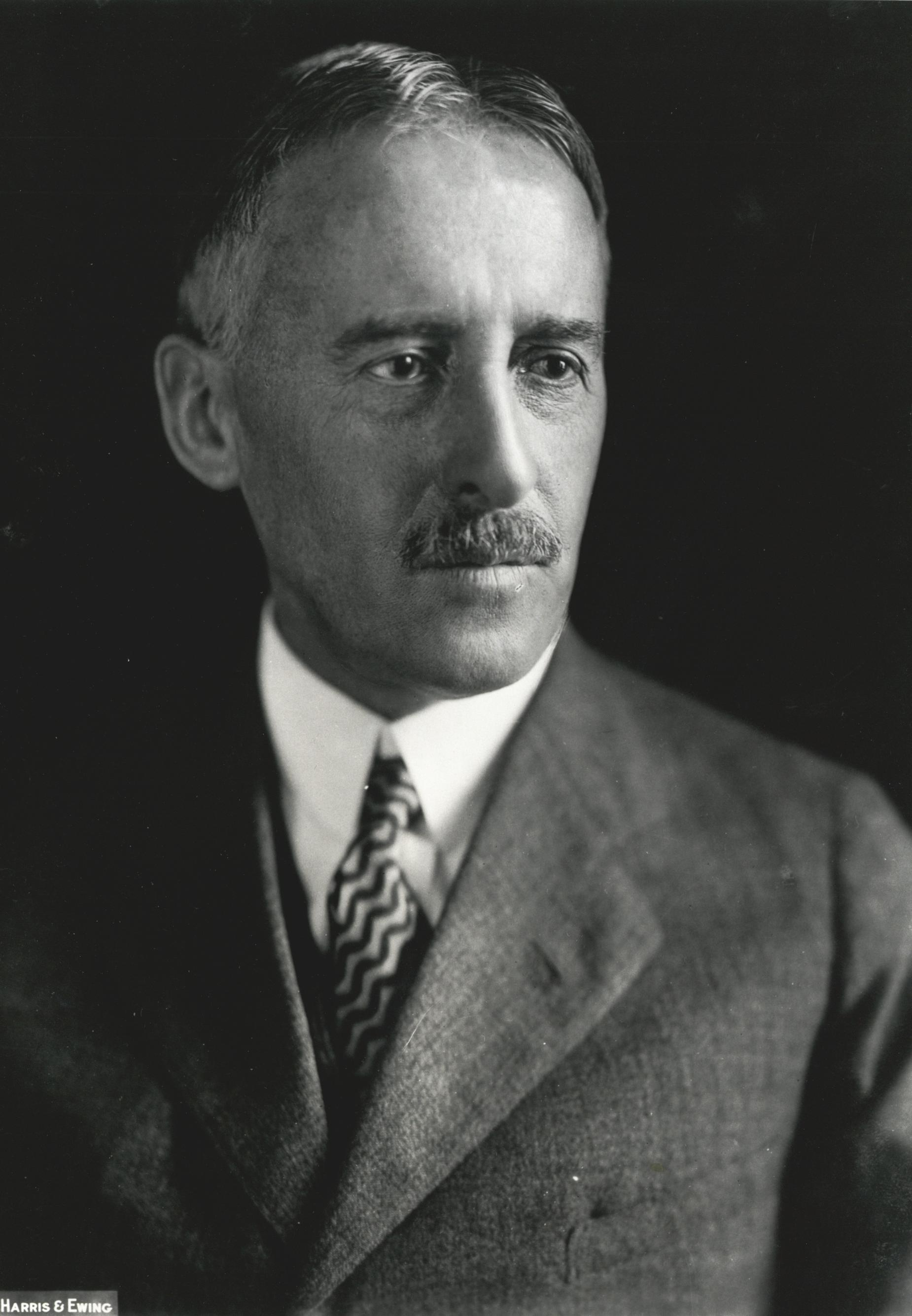
Außenminister und Namensgeber Henry Stimson, 1929

Die Entwicklung der Doktrin reicht zurück auf die Panamerikanische Konferenz (1889), auf der eine Entschließung angenommen wurde, dass während des Bestehens eines Schiedsvertrages gemachte Eroberungen und durch Kriegsdrohung erzwungene Abtretungen nichtig sein sollten. Die Sowjetunion und die Türkei vereinbarten 1921 bilateral, keine Verträge anzuerkennen, die dem anderen Teil gegen seinen Willen auferlegt worden seien. Unter Berufung auf das gleiche Prinzip traten die USA seit dem Ersten Weltkrieg der japanischen Expansionspolitik in China entgegen.
Nachdem Japan die Mandschurei unter dem Vorwand des Mukden-Zwischenfalls zu besetzen begonnen hatte, schloss das amerikanische Kabinett unter Präsident Herbert Hoover wirtschaftliche oder militärische Sanktionen gegen Japan aus und wählte „moralische“, aus öffentlichem Druck bestehende Sanktionen. Es sollte eine förmliche öffentliche Erklärung abgegeben werden, die einen den Konflikt beendenden Vertrag, der unter militärischem Druck Japans zustande kommen würde und amerikanische Interessen außer Acht lassen würde, nicht anerkennt. Außenminister Henry Stimson hoffte mit dem Bezug auf den Neun-Mächte-Vertrag und den Briand-Kellogg-Pakt eine breitere Grundlage für die Nichtanerkennungserklärung zu schaffen, der gleichlautende Stellungnahmen der anderen Vertragsparteien folgen würden. Nachdem Frankreich und das Vereinigte Königreich signalisierten, dass sie sich aufgrund japanischer Versicherungen nicht anschließen würden, gaben die Vereinigten Staaten am 7. Januar 1932 die förmliche amerikanische Erklärung gegenüber Japan und China ab.
In der Resolution der Völkerbundversammlung vom 11. März 1932 zur Annexion der Mandschurei, der allerdings keine völkerrechtliche Bindungswirkung zukam, übernahm der Völkerbund das Prinzip der Doktrin vom Nicht-Mitglied USA. Die Völkerbundsmitglieder könnten weder de facto noch de jure das von Japan installierte Mandschuko-Regime anerkennen. Das Prinzip der Erklärung zur Nichtanerkennung militärisch erzwungener Verträge wurde von den amerikanischen Staaten im Saavedra-Lamas-Pakt 1933 zur Verhinderung von Kriegen aufgenommen und auf den Inter-amerikanischen Konferenzen von Buenos Aires 1936 und Lima 1938 bestätigt. Als die äthiopische Staatsführung 1936 einen Resolutionsentwurf gegen Italien wegen des Abessinienkriegs einbrachte, nahm ihn die Völkerversammlung nicht an, sondern bezog sich in ihrer finalen Resolution nur auf allgemeine Prinzipien der Völkerbundskonvention, die die militärische Lösung von Territorialfragen ausschloss. Das Vereinigte Königreich erkannte dann 1938 im Osterabkommen mit Italien das italienische Reich und später dejure den italienischen König als Herrscher Äthiopiens an. Frankreich und andere Staaten folgtem dem. Die Vereinigten Staaten blieben ihrer Linie treu und folgten nicht der Appeasement-Politik. Sie erkannten weder Mandschukuo noch das italienische Reich, noch eine Sezession der Slowakei (Protektorat Böhmen und Mähren) an und hielten an der Unabhängigkeit Äthiopiens, der Tschechoslowakei, Albaniens, Polens und Kroatiens fest.
Auf Initiative lateinamerikanischer Staaten wurde die Annexion der Baltischen Staaten durch die Sowjetunion 1940 entsprechend der Stimson-Doktrin bis zur Wiederherstellung der Souveränität im Jahr 1991 von keinem bedeutenden Staat anerkannt.
Ausgehend vom Grundsatz ex injuria jus non oritur wird nach der Doktrin die Annexion eines Gebietes als nicht anerkennungsfähiger Verstoß gegen das Gewaltverbot der UN-Charta beurteilt. Eine Anerkennung der Annexion kann diese nicht legalisieren und ist nichtig. Daraus wird eine punktuelle Nichtanerkennungspflicht abgeleitet. Die Doktrin ging über regionale Akzeptanz ins Völkerrecht ein und ist mittlerweile zwingendes Völkerrecht (jus cogens).